# 007: Quantum of Solace (jogo eletrônico)
007: Quantum of Solace é um jogo de video game baseado nos filmes Casino Royale e Quantum of Solace. O jogo foi lançado em 31 de outubro de 2008, para coincidir com a data de lançamento do filme Quantum of Solace no cinema. O jogo é o primeiro de James Bond a ser publicado pela Activision, a empresa adquiriu os direitos da franquia de jogos de James Bond em 2006. O jogo foi lançado em diversas plataformas, e de acordo com o site oficial, foi desenvolvido por quatro empresas diferentes: Treyarch, Eurocom, Beenox, e Vicarious Visions. Utilizando a engine de Call of Duty 4, esse é também o primeiro jogo de James Bond para a geração de consoles atual assim como o primeiro a disponibilizar as vozes e características físicas dos atores Daniel Craig, Eva Green, Mads Mikklesen, Olga Kurylenko e Mathieu Almaric.

## Jogabilidade
O jogo mistura primeira e terceira pessoas na jogabilidade. O jogador se mantém em primeira pessoa enquanto percorre as fases, possuindo mira livre, mas pode se esconder atrás de muros, paredes e caixas para se proteger, e aí a câmera muda para a terceira pessoa. Bond pode saltar, agachar-se e, caso esteja próximo o suficiente de um inimigo, pode usar o método do Takedown, que permite ao jogador desarmá-lo e derrubá-lo sem matá-lo e sem fazer barulho. A forma de se representar a quantidade de energia de 007 também mudou: a barra de energia é uma pequena silhueta de Daniel Craig no canto inferior esquerdo da tela que, conforme Bond é ferido, vai se esvaziando da cabeça aos pés. Não há coletes à prova de balas como nos jogos anteriores, mas a barra é automaticamente preenchida conforme o jogador deixa de levar tiros. Quanto maior o nível de dificuldade, mais tempo a barra leva para se recarregar e menos tiros são necessários para esvaziá-la.
Q está ausente no jogo e Bond dispõe de poucas bugigangas se comparado aos jogos e filmes anteriores. Há apenas um computador que salva imagens, arquivos de áudio e pode se ligar ao circuito interno de televisão, permitindo ao jogador ver o que as câmeras locais vêem.

## História
O jogo mescla o enredo de Quantum of Solace com o de Casino Royale. Na verdade, apenas 4 das 14 fases são do Quantum of Solace, as outras 10 sendo do Casino Royale. Nem tudo foi fielmente copiado do filme, contudo: várias passagens foram alteradas, ou até removidas.
O jogo começa com Bond invadindo a mansão do Sr. White na Itália e alvejando-o com um tiro. Antes que Bond possa capturá-lo, inimigos chegam para socorrer White. Bond explora a mansão eliminando seguranças e consegue escapar com White, que tentou fugir num helicóptero, em vão. Em Siena, Sr. White é interrogado por M em uma galeria subterrânea, e é salvo por um guarda-costas de M, Mitchell, que era na verdade um agente infiltrado de White. Bond sai à caça do traidor, eliminando inimigos pelas ruas de Siena e acaba matando-o em uma torre.
Em seguida, Bond vai para uma casa de óperas no Lago de Constança, na Áustria, onde membros da organização Quantum estão se encontrando. Bond passa por um forte esquema de segurança e consegue espionar o encontro. Ao dizer para os membros da organização que "realmente acha que deveriam encontrar um lugar melhor para se encontrarem", Bond é atacado por snipers e soldados. Ele escapa da ópera, deixando para trás vários corpos e marcas do tiroteio, que vão parar na mídia, irritando M.
Bond então se junta a Camille Rivera na Bolívia em um avião que é atacado pelo General Medrano. O avião é derrubado, mas os dois se salvam com um pára-quedas, e caem dentro de uma caverna. A caverna é invadida por dois helicópteros e vários homens de Medrano. Após um combate, Bond derrota seus inimigos e descobre que o general Medrano, no passado, matou o pai de Camille e estrangulou sua mãe e irmã. Desde então, ela busca vingança. Isso estimula a memória de James, que passa a se lembrar de seus tempos com Vesper Lynd.
O jogador é então levado a uma favela em Antanaravivo, capital do Madagascar. 007, que na época havia acabado de ser promovido ao status 00, está com um colega numa favela da cidade procurando por um fabricante de bombas chamado Mollaka. Bond o persegue pela favela e por uma construção, e acaba matando-o em uma embaixada, o que deixa M apreensiva. Bond então vai para Miami, Flórida, nos Estados Unidos, onde um outro fabricante de bombas se encontra em um centro de ciências. No centro, Bond derrota vários inimigos e derruba um helicóptero, mas o fabricante escapa para o aeroporto da cidade, onde planeja explodir um gigantesco Jumbo, o que pode matar milhares. James mata o terrorista, e descobre que este foi contratado por Le Chiffre, um banqueiro que trabalha para vários terroristas e organizações criminosas. O plano de Le Chiffre era vender cotações da empresa Skyfleet (à qual o avião pertencia) e, com o dinheiro dos clientes, apostar contra a empresa no mercado, prevendo que ela abriria falência após o incidente. O banqueiro organiza então um jogo de pôquer de apostas altas num casino em Montenegro para recuperar o dinheiro de seus clientes.
Bond conhece Vesper num trem para Montenegro. Lá dentro, ele combate vários inimigos e mata um homem que participaria do jogo de Le Chiffre, para tomar o seu lugar. No casino, Bond descobre que Obano e seus homens invadiram o hotel e mantêm Le Chiffre refém. Bond derrota os seus inimigos e libera o banqueiro. Durante o jogo, Bond passa mal ao beber seu drinque e cambaleia até o seu carro, onde é salvo da morte por Vesper. Mais tarde, derrota Le Chiffre e o faz perder mais de 100 milhões de dólares. Após o jogo, contudo, Vesper é seqüestrada e Bond parte para resgatá-la. Ele combate vários homens de Le Chiffre num velho navio e é derrubado por ele no interior da embarcação. Numa cutscene, pode-se ver que Bond é torturado por Le Chiffre até que este é morto pelo Sr. White.
Agora, Bond e Vesper aproveitam um período de descanso em Veneza, na Itália, mas M informa Bond que o dinheiro do jogo não foi devolvido ao Tesouro. Percebendo que Vesper levou todo o dinheiro, 007 a persegue pelas ruas de Veneza, derrubando inimigos até chegar a um prédio em construção que afunda nas águas da cidade, afogando Vesper.
De volta ao enredo principal, Bond e Camille vão para o Eco Hotel, localizado num deserto da Bolívia, onde Medrano e Dominic Greene se encontram. Medrano anseia pelo governo da Bolívia, e em troca dará um grande pedaço de terra para Greene. Bond combate diversos inimigos pelo hotel, enquanto Camille é capturada pelo general Medrano. Bond desarma Medrano com um tiro certeiro num botijão de gás, permitindo que Camille execute o assassino de sua família. 007 sai à caça de Greene, e o mata, junto com vários de seus homens. Bond e Camille deixam o hotel, que agora explode em chamas.
A última cena do jogo mostra White e Guy Haines (outro membro de Quantum) revendo todos os eventos, enquanto Bond os espia. Ele então diz a M que vai entrar, e o jogo termina.

## Desenvolvimento
Em maio de 2008 o site oficial do jogo foi lançado. O site disponibilizava vídeos, fotos, e informações das armas, história, arte conceitual. A Treyarch anunciou que o modo multiplayer seria uma grande parte do jogo. O trailer oficial do jogo foi disponibilizado em 15 de julho. Um demo singleplayer foi lançado exclusivamente para PC em 6 de outubro de 2008.

## Trilha sonora
A música do jogo foi escrita por Christopher Lennertz, que gravou as cordas em outro continente mas gravou os sopros, a percussão e a guitarra com membros do Hollywood Studio Symphony em Los Angeles no Capitol Records Studios.
A música de abertura é diferente da do filme. "When Nobody Loves You" (Quando Ninguém Te Ama) foi escrita por Richard Fortus e Kerli e tocada por Fortus, Kerli e David Maurice, produzida e arranjada por ele.